# Szczyty (powiat pajęczański)
Szczyty – wieś w Polsce położona w województwie łódzkim, w powiecie pajęczańskim, w gminie Działoszyn.
| SIMC    | Nazwa                | Rodzaj    |
| ------- | -------------------- | --------- |
| 0703397 | Bugaj                | część wsi |
| 0703380 | Szczyty-Błaszkowizna | część wsi |
| 0703405 | Szczyty-Las          | część wsi |
| 0703084 | Wójtostwo            | część wsi |

Miejscowość leży przy drodze wojewódzkiej nr 486 z Wielunia do Działoszyna.
W latach 1975–1998 miejscowość położona była w województwie sieradzkim.